# 奇珀瓦福尔斯
奇珀瓦福爾斯（英語：Chippewa Falls），或译奇佩瓦瀑布、奇珀瓦瀑布，是美国威斯康辛州契皮瓦郡奇珀瓦河边的一座城市和该县县治，人口超过一万，其中95%是白人。“超级计算机之父”西摩·克雷出生于此，他后来也于这里建立了克雷研究。